# Neehausen
Neehausen is een plaats en voormalige gemeente in de Duitse deelstaat Saksen-Anhalt, en maakt deel uit van de Landkreis Mansfeld-Südharz.

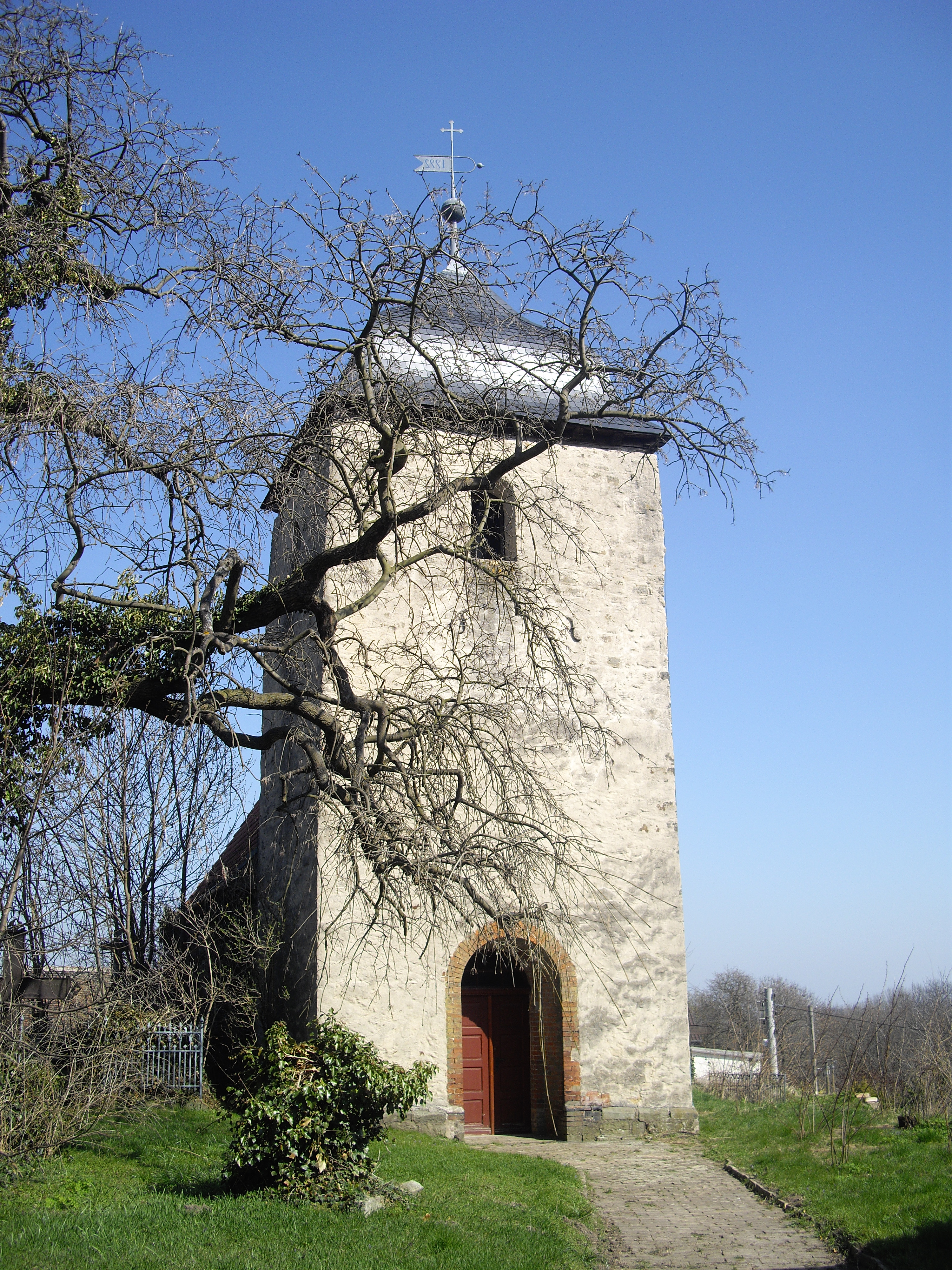
Kerktoren in Neehausen

Neehausen telt 287 inwoners.